# Felipe Pérez del Toro
Felipe Pérez del Toro fou un polític espanyol. Fou catedràtic de l'Escola Central de Comerç. Membre del Partit Conservador, fou diputat pel districte d'Albocàsser a les eleccions generals espanyoles de 1899 i 1903 i pel districte de Las Palmas a les eleccions generals espanyoles de 1905 i 1907. També fou nomenat senador per Canàries el 1911-1914.

## Obres
- Compendio de Historia general del desarrollo del Comercio y de la Industria (1898)